# 莫扎尼卡
莫扎尼卡（義大利語：Mozzanica），是意大利贝加莫省的一个市镇。总面积9.33平方公里，人口4601人，人口密度493.1人/平方公里（2009年）。国家统计（ISTAT）代码为016142。